# Ruth Metzler-Arnold
Pour les articles homonymes, voir Metzler et Arnold.
Ruth Metzler-Arnold, née le 23 mai 1964 à Sursee (originaire de Richenthal, Willisau et Balgach), est une femme politique suisse, membre du parti démocrate-chrétien. Conseillère d'État d'Appenzell Rhodes-Intérieures de 1996 à 1999, elle est conseillère fédérale de 1999 à 2003.

## Biographie
Ruth Metzler-Arnold naît le 23 mai 1964 à Sursee. Elle est originaire de Willisau et Reiden et pratique la foi catholique.
Son père est avocat et président de tribunal de district, sa mère enseignante. Aînée de deux enfants, elle grandit dans le canton de Lucerne.
Ruth Metzler-Arnold adhère à la section du Parti démocrate-chrétien (PDC) d'Appenzell Rhodes-Intérieures, son canton de domicile.

### Études
Après avoir fréquenté l’école et le gymnase à Willisau et Sursee, Ruth Arnold poursuit ses études de droit à l’Université de Fribourg. Elle termine ses études en 1989 avec une licence en droit. En 1994, elle obtient un diplôme fédéral d’experte-comptable.

### Carrière (hors-politique)

#### Experte-comptable
De 1990 à 1990, Ruth Metzler-Arnold travaille pour Pricewaterhousecoopers à Saint-Gall en tant qu'experte-comptable.

#### Juge de tribunal
De 1992 à 1995, elle exerce en tant que juge au tribunal de district d'Appenzell, occupant le poste de tribunal civil de première instance.
De 1995 à 1996, elle poursuit en tant que juge au tribunal cantonal.

### Carrière politique

#### Conseillère d'État
En 1996, elle devient la première femme élue au Conseil d'État (Standeskommission, gouvernements cantonaux) par la landsgemeinde. À partir de ce moment, elle assume la fonction à temps partiel de cheffe du Département des finances.

#### Conseillère fédérale
Au début de l'année 1999, à la suite du retrait des deux conseillers fédéraux PDC Arnold Koller et Flavio Cotti, le parti décide de remplacer leurs sièges par une femme et un homme. Ruth Metzler-Arnold et Rita Roos, conseillère d'État saint-galloise, sont proposées comme candidates, privilégiant ainsi deux politiciennes sans expérience fédérale aux parlementaires de longue date Rosmarie Simmen et Judith Stamm.
Malgré la faveur présumée pour Rita Roos, Ruth Metzler-Arnold remporte l'élection au quatrième scrutin avec 126 voix contre 118, après une impasse au troisième tour. Elle devient ainsi la troisième femme élue au Conseil fédéral et, à l'âge de 34 ans, le troisième membre le plus jeune de l'histoire du gouvernement fédéral.

#### Vice-présidente de la Confédération
Ruth Metzler-Arnold occupe le poste de vice-présidente de la Confédération en 2003.

##### Projets menés

###### Réforme de la justice
En avril 1999, Ruth Metzler-Arnold prend la direction du Département fédéral de justice et police. Les révisions totales de la Constitution fédérale, élaborée par son prédécesseur Arnold Koller, et de la réforme de la justice qui lui est liée, sont acceptées par le peuple et les cantons. En mars 2000, la seconde réforme est approuvée.

###### Création du Tribunal fédéral et administratif
Elle met en œuvre le renouvellement de l'organisation judiciaire fédérale, avec la création du Tribunal pénal fédéral et du Tribunal administratif fédéral.

###### Uniformisation et réorganisation de la police fédérale
D'autres projets menés à terme incluent l'uniformisation des codes de procédure pénale cantonaux et la réorganisation de la police fédérale. Celle-ci place toutes les unités de police opérationnelles de la Confédération sous la responsabilité de l'Office fédéral de la police.

###### Promotion des droits sociaux
En matière de politique sociale, les opinions libérales de Ruth Metzler-Arnold sur de nombreuses questions ne rencontrent pas toujours l’adhésion des éléments conservateurs de son parti. Elle s'investit notamment en faveur de la solution des délais en cas d'interruption volontaire de grossesse et pour la reconnaissance juridique des couples de même sexe.

###### Accueil des réfugiés pendant la guerre du Kosovo
Le mandat de Ruth Metzler-Arnold est marqué par la politique d'asile et des étrangers. Elle est chargée de l'accueil des réfugiés pendant la guerre du Kosovo, puis réoriente par la suite la politique en matière de migration et de réfugiés.
Sous sa direction, le Conseil fédéral durcit la loi sur l'asile en réponse à la forte pression exercée par l'Union démocratique du centre et le Parti radical-démocratique. Malgré cela, elle combat de nombreuses motions et initiatives parlementaires en s'appuyant sur des arguments de droit public et sur les droits fondamentaux. Cependant, l'objectif de faciliter la naturalisation des étrangers de troisième génération est rejeté par le peuple et les cantons en 2004.

###### Pionnière de l'intégration Européenne
En outre, en tant que Ministre de la Justice, elle engage les négociations pour l'adhésion de la Suisse aux accords européens de Schengen et de Dublin, qui se concluent avec succès en 2008.

#### Non-réélection
Le 10 décembre 2003, Ruth Metzler-Arnold subit une défaite lors de l'élection au Conseil fédéral suisse. Christoph Blocher est élu pour la remplacer. Cette éviction est historique, car c'est la première fois depuis 1872 qu'un membre en exercice du Conseil fédéral n'est pas réélu. Elle annonce alors qu'elle ne se représentera pas.
À la suite des élections, des protestations émergent dans les milieux politiques féministes, déclenchant une veille continue pendant neuf mois à partir de la Journée internationale des femmes en 2004.
Le débat médiatique sur la non-réélection de Ruth Metzler-Arnold souligne une discrimination envers les femmes et un manque de solidarité entre les parlementaires féminines. Dans son ouvrage Grissini & Alpenbitter, paru en 2004, elle s'exprime sa déception face à l'absence de soutien de ses collègues de parti.

### Activités après le Conseil fédéral
De 2004 à 2005, après avoir quitté le Conseil fédéral, Ruth Metzler-Arnold enseigne à l'Université de Saint-Gall.
De 2005 à 2010, elle travaille pour Novartis à Paris et à Bâle, où elle dirige en dernier lieu la division Relations investisseurs.
Depuis 2010, propriétaire d'une société de conseil et de communication basée à Appenzell, Ruth Metzler-Arnold remplit de nombreux mandats, notamment la vice-présidence du conseil d'administration d'AXA Assurances Suisse et la présidence du conseil de la Fondation pour la Garde suisse pontificale au Vatican,,. Elle est citée dans le scandale des Paradise Papers en 2017.
En août 2020, Ruth Metzler annonce sa démission du conseil d'administration du groupe Bühler, avec effet lors de la prochaine assemblée générale de février 2021.
Le 22 novembre 2024, elle élue à la présidence de Swiss Olympic pour succéder à Jürg Stahl.

### Vie privée
En 1991, Ruth Arnold épouse Lukas Metzler, juriste. Puis, en 2015, elle se marie avec un banquier de Bâle. Ils n'ont pas d'enfants.
Depuis 1991, elle réside à Appenzell, là où a grandi son premier mari.

### Œuvres
- Ruth Metzler-Arnold, Grissini & Alpenbitter, Herisau, Appenzeller-Verlag, 2004, 365 p. (ISBN 9783858824035).